# Live from Brixton Academy
Live from Brixton Academy (Уживо из Брикстон академије) је снимак уживо бенда Касабијан, доступан само преко неких сервиса за интернет преузимање и заштићен је DRM-ом. Снимљен је у Брикстон академији 16. децембра 2004. године. Ово је био бендов последњи наступ у овој години пробоја, као и рођендан члана групе, Серђа Пизорна.